# 科学的発展観
科学的発展観（かがくてきはってんかん、中: 科学发展观）とは、中国独自の社会主義の解釈であり、マルクス経済学の唯物史観を改良した理論である。
中国はマルクス主義的な、漸進主義的かつ段階的な社会の発展の法則を重んじ、まずは生産力の向上に努めるべきであるとし、胡錦濤政権の基本理念となった。

## 中国共産党による公式的な解釈
2003年7月28日に胡錦濤党総書記が初めて発表した。2007年10月の中国共産党第十七回全国代表大会で党の「主要方針」として党規約に明記されることが決定された。更に2012年11月の第18回中国共産党大会で、党の「行動指針」へ格上げされて従来のマルクス・レーニン主義、毛沢東思想、鄧小平理論、三つの代表の4理念と並ぶ方針が表明された。
科学的発展観は、中国の現代化を導く理念で、「人を基本」とし、経済・社会・政治・文化など「全面的」で、それらが協調した「持続可能な発展」観、とされている。党理論が導入された背景には、当時のSARSへの危機感、経済成長に伴う環境問題・資源問題や格差拡大などが挙げられている。

## 参照
1. ↑  胡锦涛:科学发展观是我党提出的新重大战略思想
2. ↑  十七大关于《中国共产党章程（修正案）》的决议
3. ↑  中国共産党大会:「科学的発展観」を「行動指針」格上げへ
4. ↑  科学的発展観とは - 日本経済新聞
5. ↑  科学的発展観 - 人民中国インターネット版
6. ↑  「科学的発展観」中国経済新聞 2007/11/02掲載